# Matachines

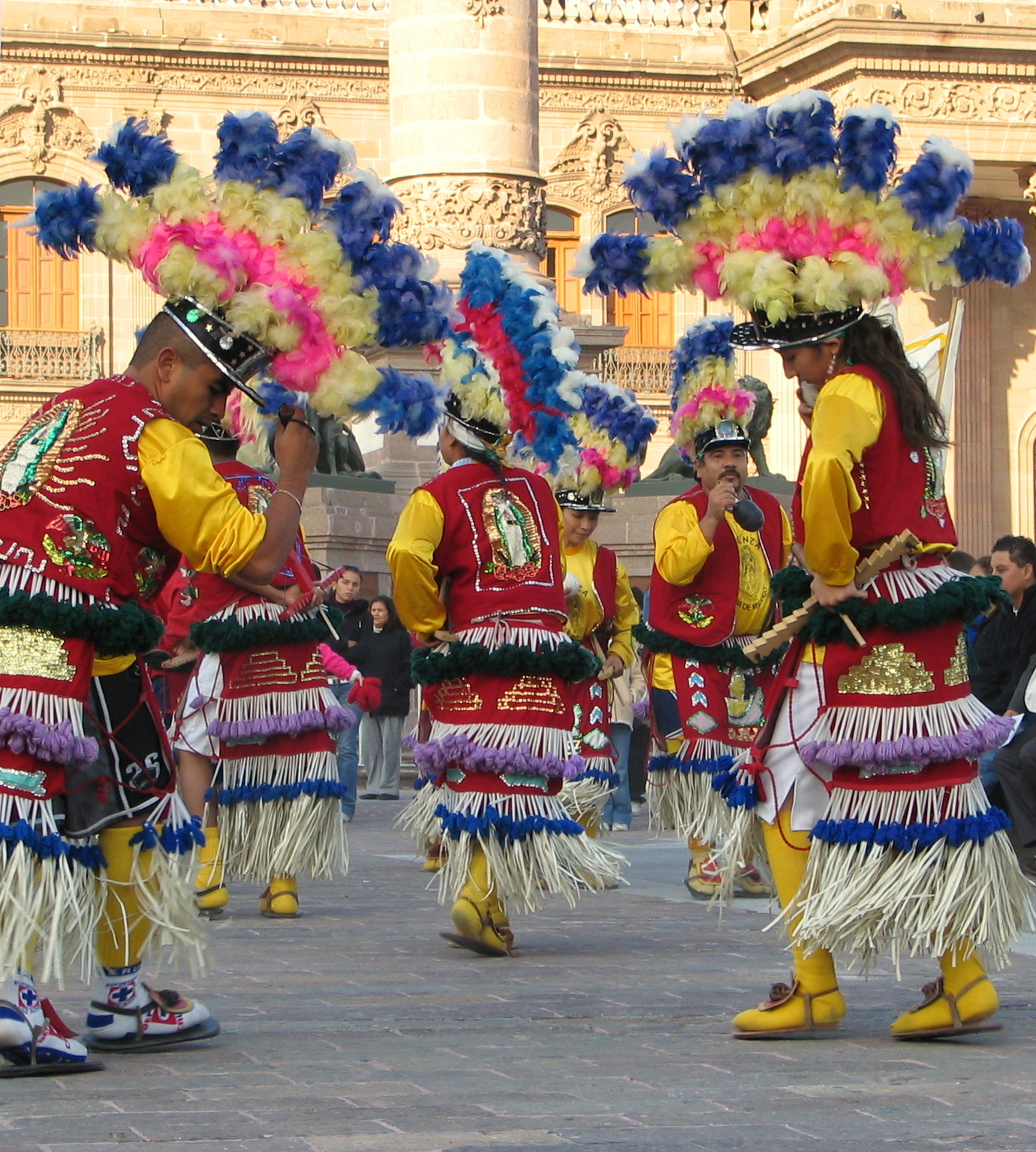
Procession des Matachines à Monterrey au Mexique.

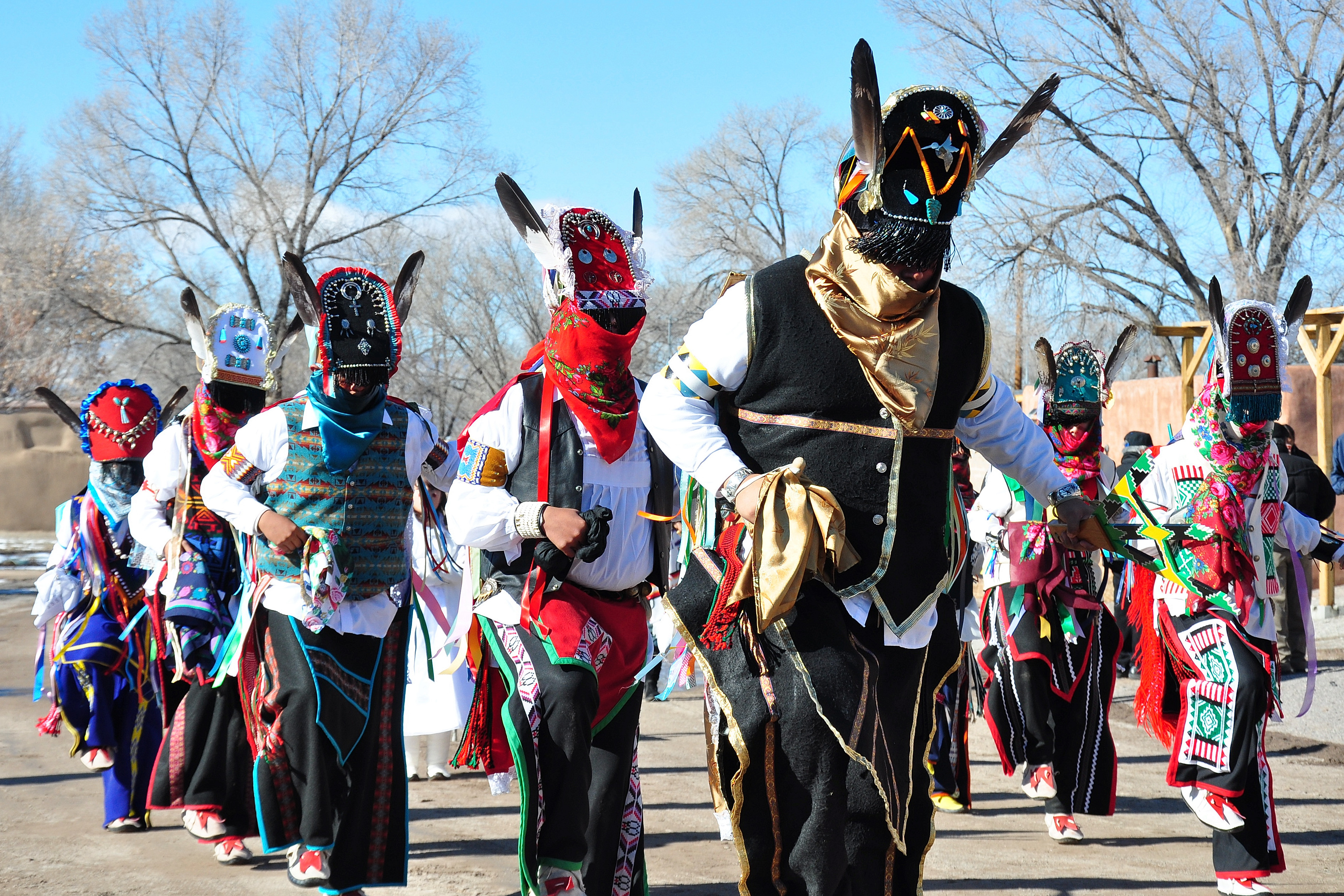
Danseurs Matachines à Ohkay Owingeh, Nouveau Mexique, 2012.

Les Matachines (ou « Matassins », en espagnol « matachín ») sont un genre de danse répandues en Europe dès le XVIe siècle et apparentée à la moresca. Cette danse masquée s'est répandue depuis l'Espagne jusqu'à l'Amérique centrale, puis vers l'Amérique du Nord et du Sud et est encore dansée aujourd'hui.

## Histoire
Ce genre de danse est très répandu aux XVIe siècle et XVIIe siècles en Europe, apparentée à la moresca et à la danse des Bouffons que décrit Thoinot Arbeau dans son Orchésographie (1589) : « [une danse] que nous appellons les Bouffons ou Mattachins, qui sont vestus de petits corcelets, avec des simbries [franges] és espaules, & soubs la ceinture, une pente de taffetats soubz icelles, le morion de papier doré, les bras nuds, les sonnettes aux jambes, l'espée au poing droit, le bouclier au poing gauche. ».
La danse Matachina, en espagnol : danza de Matachines, qualifiée de « Danse des maures et des chrétiens » par la tradition orale de la plupart des tribus autochtones d'Amérique, est la première danse masquée présentée par les Espagnols. Son apparition est liée à la danse moresque d'Espagne : les maures ayant été chassés d'Espagne en 1492, les missionnaires introduisent la danse moresque pour montrer la supériorité des chrétiens. La danse a été adoptée par le peuple et, de nos jours, de nombreuses formes existent encore, même si les pas de danse varient d'une tribu à l'autre. Les masques continuent à être utilisés, mais le style change selon le village ou la tribu. 
L'introduction de la « danse des maures et des chrétiens » a donné lieu à un éventail de danses masquées, l'une d'elles racontant la victoire espagnole sur les Amérindiens et leur conversion éventuelle au christianisme. Ces danses sont appelées danses de conquête (également une tradition de Matachín). Hernán Cortés et La Malinche, sa maîtresse et traductrice amérindienne, y figurent souvent. Il est intéressant de noter que dans de nombreuses versions de cette danse, les Amérindiens portent des costumes somptueux, tandis que les chrétiens sont joués par des enfants. Les matachines se sont intégrés à la culture et aux traditions des peuples autochtones,,. 
Aujourd'hui, les matachines sont une société de danseurs nord-américains et sud-américains qui exécutent des danses rituelles. On les trouve depuis le Pérou jusqu'au nord du Nouveau-Mexique, aux États-Unis, où les Espagnols ont d'abord influencé le Nouveau Monde et introduit le christianisme aux peuples autochtones. À Bernalillo, au Nouveau-Mexique, les matachines de San Lorenzo se produisent depuis plus de 300 ans. 

## Description
Vêtus de leurs habits de cérémonie traditionnels, les personnages principaux sont El Monarca le monarque (Moctezuma), les capitaines (généralement composés de 2 à 4 personnes et sont les principaux généraux de Montezuma), la Malinche ou Malintzín (la maîtresse amérindienne d'Hernán Cortés), El Toro, le taureau, l'homme comique malveillant de la pièce (symbolise également Satan, ou le diable, selon les interprétations religieuses catholiques), vêtu de peau de buffle et portant les cornes de cet ancêtre sacré, Abuelo, le grand-père et Abuela, la grand-mère. Avec l'aide d'un chœur de danseurs, ils décrivent la désertion de son peuple par Moctezuma, l'attirant à lui par les ruses et les sourires de La Malinche, la réunion finale du roi et du peuple et l'assassinat de « El Toro » censé avoir fait tout le mal. On voit beaucoup de symbolisme dans ces groupes. Le symbole le plus fondamental de la danse est le bien contre le mal, avec le bien dominant. 
Tous les objets culturels associés à la danse sont bénis par un prêtre. 

## Signification
Les Matachines dansent dans un but religieux plus profond, car la plupart d'entre elles vénèrent soit sainte Marie (Notre-Dame de Guadalupe, Notre-Dame de Lourdes, Immaculée Conception, etc.), un saint (le groupe choisit généralement le saint qui appartient à l'église à laquelle ils appartiennent), ou tout simplement pour adorer le Christ ou la Sainte Trinité, illustrée par l'objet en forme de trois fourchettes symbolisé par « une épée de la Sainte Trinité ». 